# Cycas nongnoochiae
Cycas nongnoochiae K.D. Hill, 1999 è una pianta appartenente alla famiglia delle Cycadaceae, endemica della Thailandia

## Descrizione
È una cicade con fusto arborescente, alto sino a 5 m e con diametro di 10-15 cm.
Le foglie, pennate, lunghe 80-160 cm, sono disposte a corona all'apice del fusto e sono rette da un picciolo lungo 23-35 cm; ogni foglia è composta da 120-200 paia di foglioline lanceolate, con margine intero o leggermente ricurvo, lunghe mediamente 12-23 cm, di colore grigio-verde, inserite sul rachide con un angolo di 65-75°.
È una specie dioica con esemplari maschili che presentano microsporofilli disposti a formare strobili terminali di forma strettamente ovoidali, lunghi 15-28 cm e larghi 7-10 cm ed esemplari femminili con macrosporofilli che si trovano in gran numero nella parte sommitale del fusto, con l'aspetto di foglie pennate che racchiudono gli ovuli, in numero di 2-4.  
I semi sono grossolanamente ovoidali, lunghi 35 mm, ricoperti da un tegumento di colore giallo.

## Distribuzione e habitat
È diffusa nell'amphoe Tak Fa, in Thailandia.

Prospera su ripidi promontori calcarei molto soleggiati.

L'epiteto specifico nongnoochiae fa riferimento al giardino tropicale Nong Nooch vicino Pattaya.

## Conservazione
La IUCN Red List classifica C. nongnoochiae come specie vulnerabile.

La specie è inserita nella Appendice II della Convention on International Trade of Endangered Species (CITES)